# Antonia Varela Pérez
Antonia Varela Pérez (Santa Cruz de Tenerife, 20 de febrero de 1965) es una astrofísica española, divulgadora científica que dirige desde 2019 de la Fundación Starlight y desde 2024 el Museo de la Ciencia y el Cosmos de Tenerife. 

## Biografía
Nació en Santa Cruz de Tenerife (Islas Canarias, España) en 1965.Su primera inspiración con la astrofísica llegó en el colegio al descubrir la inmensidad de un átomo y de una célula. Con 14 años, durante una estancia con su familia en una casa en el Monte de la Esperanza en Tenerife, en un entorno de escasísima contaminación lumínica, llegó a sus manos un libro, El Universo de Isaac Asimov. Desde entonces, tuvo claro que quería ser astrofísica.
Tras licenciarse, le ofrecieron una beca para realizar su tesis doctoral en Cambridge. A su vez, obtuvo una plaza de astrónomo residente en el Instituto de Astrofísica de Canarias (IAC), siendo la única mujer entre los 6 residentes seleccionados. Finalmente, permaneció en la isla: el IAC era un centro recién inaugurado y todo un reto; y conoció a su futuro marido, que también inclinó la balanza.
Fue la primera doctora en astrofísica que cursó estudios completos de Física en la Universidad de La Laguna. Apenas un 20% del alumnado de su promoción eran mujeres. En 4º curso de carrera, en la especialidad de astrofísica, obtuvo una beca para ir dos meses al Royal Greenwich Observatory, que supuso su primer encuentro “profesional” con la astrofísica.Al finalizar sus estudios obtuvo una beca de verano en el IAC para trabajar en parámetros orbitales de galaxias satélites.

### Trayectoria profesional
Doctora en Astrofísica e Investigadora del Instituto de Astrofísica de Canarias (IAC) desde 1988. Desarrolló su tesis doctoral en el campo de Astrofísica Extragaláctica entre el IAC y el Instituto de Astrofísica de París (asistiendo a numerosos cursos y escuelas nacionales e internacionales). Es parte de la plantilla orgánica del IAC con un puesto de Ingeniera Senior, es miembro del Grupo de Calidad de Cielo del IAC desde su creación y del grupo de Formación Estelar. El Grupo de Calidad de Cielo es el responsable de posicionar a los observatorios de Canarias entre los mejores lugares del mundo para la observación astronómica.Desde el 2010, es responsable del Servicio Multimedia del IAC.
Es asesora y auditora de las Reservas y Destinos Turísticos Starlight, certificación de calidad de cielo que otorga la Fundación Starlight y avalada por la UNESCO, United Nations World Tourism Organization (UNWTO) e International Astronomical Union (IAU) entre otras organizaciones internacionales; directora y profesora de numerosos cursos de Guías, Monitores y Auditores Starlight.
Posee más de 32 años de experiencia docente en cursos universitarios, desde su origen hace 22 años como profesora de Astronomía de la Universidad para Adultos y Mayores de la Universidad de La Laguna, implementando hace diez años el módulo de Turismo Astronómico. Este programa ha recibido varios galardones por Premio Valores Humanos del Cabildo de Tenerife 2007 y el Premio Solidaridad con los Mayores del Gobierno de Canarias en la modalidad de Instituciones o Entidades sin ánimo de lucro 2013 coincidiendo con el día del mayor.
Es miembro de la International Astronomical Union (IAU), de la Sociedad Española de Astronomía (SEA), de la Red Española de Estudios de Contaminación Lumínica (REECL), Coordinadora de la Comisión del Clima y Calidad del Aire del Observatorio del Cambio Climático del Gobierno de Canarias, lidera con la Fundación Starlight el Working Group de Turismo Científico/astroturismo de Miembros Afiliados de la UNWTO constituido en septiembre de 2019.Forma parte de la Comisión Nacional del Eclipse.
Desde enero de 2019 es directora gerente de la Fundación Starlight.Y desde enero de 2024 es directora del Museo de la Ciencia y el Cosmos de Tenerife.

### Trayectoria por la igualdad entre mujeres y hombres
Participa activamente en jornadas y cursos relacionados con la igualdad de género en ciencia y tecnología, es parte del grupo de Mujeres científicas y tecnólogas de Canarias nominado por el Gobierno de Canarias, miembro de Mujeres Influyentes de Canarias por la Fundación Española Women Talent y del grupo de Mujeres Influyentes Charter 100.
Desde septiembre de 2022 es la presidenta de la Asociación de mujeres Empresarias y Profesionales de Canarias (BPW Canarias), que asimismo forma parte de BPW Spain y BPW Internacional.

## Obra
Ha publicado más de 100 publicaciones en revistas científicas y de contribuciones a congresos nacionales e internacionales, más de 700 contribuciones de divulgación y en prensa. Ha participado en 22 proyectos I+D nacionales e internacionales. Es revisora de revistas internacionales de Investigación Astrofísica y asesora de proyectos de la Agencia Nacional de Evaluación y Prospectiva.
Algunos trabajos destacados han sido la selección de sitio para el Gran Telescopio Canarias (GTC 10.4m) y la participación en los comités de selección de sitio del European Extremely Large Telescope (EELT), y más recientemente en la selección de sitio del Thirty Meter Telescope (TMT).
En junio de 2023 publicó en la revista Science un artículo sobre las amenazas del cielo nocturno en la astronomía profesional y amateur.

## Premios y reconocimientos
- 2019 Premio a la Trayectoria Investigadora otorgado por el Excelentísimo Ayuntamiento de Santa Cruz de Tenerife.[8][9]
- 2019 Premio por su trabajo en la difusión cultural de la astronomía, en la protección del cielo nocturno y calidad turística de territorios, por el Geoparque de UNESCO de Villuercas-Ibores-Jara.[3][10]
- 2023 Premio "Ciencia e Innovación" de la Revista Más Mujer (concesión en 2020, pospuesta su entrega por la pandemia).[11]
- 2024 Medalla de Oro de Canarias.[12][13]